# 岡谷警察署
岡谷警察署（おかやけいさつしょ）は、長野県警察が管轄する警察署の一つである。

## 所在地
- 〒394-0004 長野県岡谷市神明町3-14-31

## 管轄区域
- 長野県岡谷市

## 沿革
- 1954年（昭和29年）7月1日 - 新警察法施行により設置。
- 2002年（平成14年）4月1日 - 辰野警察署が岡谷警察署に統合され、辰野町が新たに管轄区域となる。
- 2010年（平成22年）4月1日 - 県警の組織見直しにより、管轄区域のうち辰野町が伊那警察署に移管され、再び岡谷市のみとなる[1]。

## 交番

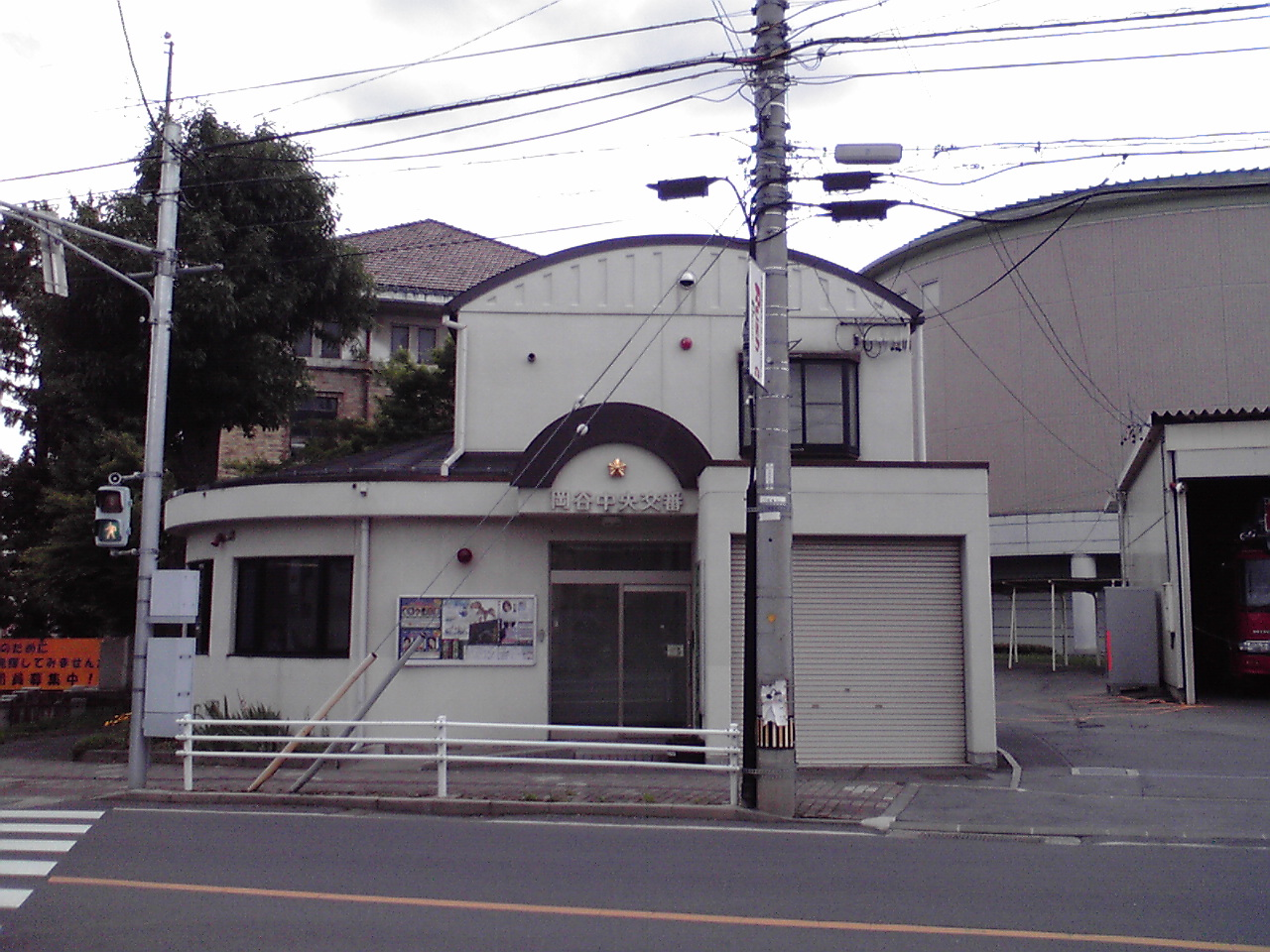
中央交番

- 岡谷駅前交番（岡谷市本町）
- 中央交番（岡谷市幸町）
- 東部交番（岡谷市長地柴宮）